# Адолф Шмал
Адолф Шмал (18. август 1872 — 28. август 1919) био је аустријски бициклиста који је учествовао на првим Олимпијским играма 1896. у Атини.
Учествовао је у четири дисциплине: трци на 10 km, трци на 100 km, трци 12 сати и трци на 333,3 метра. Најбољи резултат је остварио у трци 12 сати, у којој је извезао 314,997 км и освојио златну медаљу, победивши Френка Кипинга са кругом предности. Остварио је добре резултате у тркама на 10 км и на 333,3 метра, освојивши бронзу у обе ове дисциплине. У дужој дисциплини је кроз циљ прошао иза два Француза, Пола Масона и Леона Фламана, а његово остварено време није забележено. У краћој трци остварио је исто време као и Грк Стаматиос Николопулос 26,0 с. У поновљеној вожњи постигао је резултат од 26,6 с, за 1,2 с слабије време од Николопулоса. Учествовао је и у трци на 100 км, али је одустао. Такође се такмичио и у мачевању, у дисциплини сабља, забележивши само једну победу из четири борбе.
Његов син, Адолф Шмал Млађи, учествовао је на Летњим олимпијским играма 1912.